# Medalla de l'Índia
La Medalla de l'Índia (anglès: India Medal) va ser una medalla de campanya aprovada el 1896 per a l'emissió a oficials i homes dels exèrcits britànic i indi.
La medalla de l'Índia va ser atorgada per diverses campanyes militars menors a l'Índia, principalment pel servei a la  frontera del nord-oest durant 1895 a 1902. Aquesta medalla va substituir la medalla del servei general de l'Índia (1854). Cada campanya estava representada per un fermall a la cinta; set van ser sancionats.

## Descripció
La medalla es va atorgar en plata als soldats dels exèrcits britànic i indi, i en bronze als portadors i criats nadius.
L'anvers mostra el perfil de la reina Victòria o, per als guardonats amb la medalla amb el fermall Waziristan 1901–02, el rei Eduard VII, tots dos amb una inscripció adequada.
El revers, dissenyat per G. W. de Saulles, representa un soldat britànic i un indi que porten junts un estendard amb la inscripció "India 1895", encara que la versió d'Eduard VII omet la data.
La cinta d'1,25 polzades (32 mm) d'ample tenia cinc franges iguals de vermell, verd, vermell, verd i vermell.
El nom i les dades del destinatari estaven gravats a la vora de la medalla, normalment en escriptura corrent.

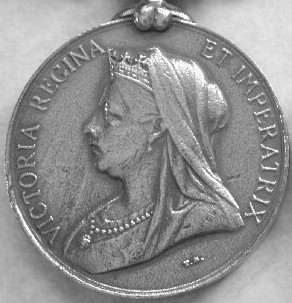
Victoria (1895-1901)
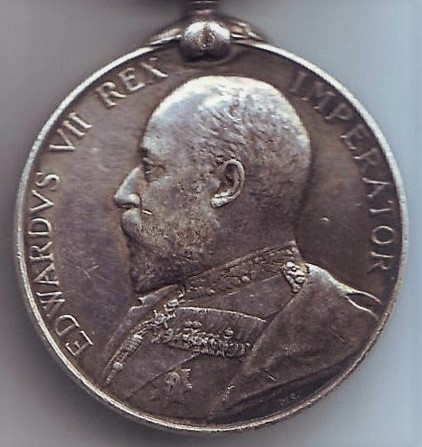
Edward VII, anvers per Waziristan 1901-02

## Fermalls

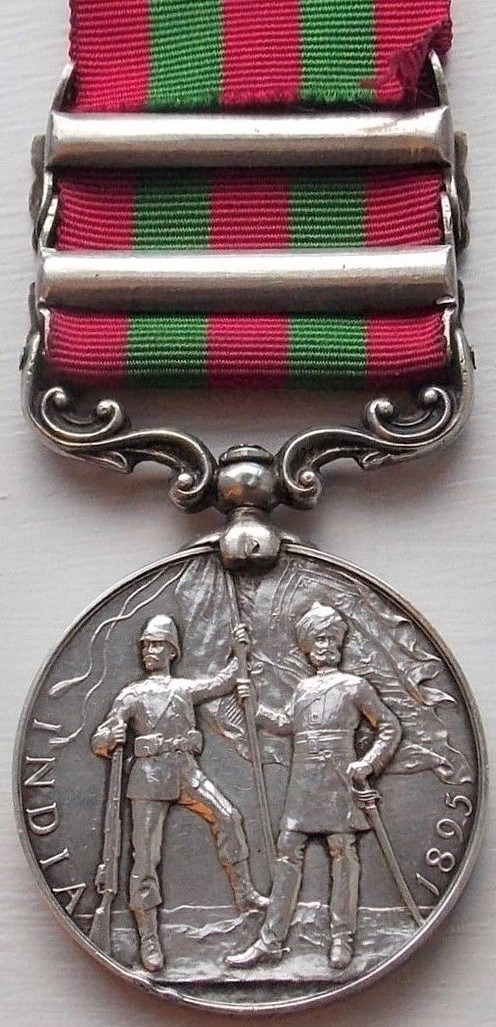
Revers de la medalla

Amb la medalla es van lliurar els següents fermalls:
- Defensa de Chitral 1895 - 3 de març - 13 d'abril de 1895
- Relleu de Chitral 1895 - 7 de març - 15 d'agost de 1895
- Frontera del Punjab 1897–98 - 10 de juny de 1897 - 6 d'abril de 1898
- Malakand 1897 - 26 de juliol - 2 d'agost de 1897 (atorgat a les tropes implicades en el setge de Malakand).
- Samana 1897 - 2 d'agost - 2 d'octubre de 1897
- Tirah 1897–98 - 2 d'octubre de 1897 - 6 d'abril de 1898
- Waziristan 1901–02 - 23 de novembre de 1901 - 10 de març de 1902